# Diabète (syndrome)
Pour les articles homonymes, voir Diabète.
Le diabète ou syndrome polyuro-polydipsique, en médecine, désigne un syndrome caractérisé par une augmentation de la production d'urine (polyurie), nécessairement accompagnée d'une soif excessive (polydipsie). Le mot « diabète » vient du grec ancien dia-baïno, qui signifie « passer au travers ». On différencie deux groupes de maladie en cause, selon la présence de glucose dans les urines (glycosurie). Le diabète sucré (avec glycosurie) est le plus fréquent, dont le diabète de type 2 qui concerne 90% des diabétiques, il est lié à une anomalie de synthèse ou de l'action de l'insuline. Le diabète insipide (sans glycosurie) est plus rare, il est en rapport avec une anomalie de la sécrétion ou de la reconnaissance de l'hormone antidiurétique.
Assez souvent, le diabète sucré est asymptomatique et donc évolue sans que ce syndrome soit présent.

## Étiologie
Le diabète est toujours en rapport avec une anomalie touchant le fonctionnement d'une hormone : l'insuline en cas de diabète sucré et l'hormone antidiurétique en cas de diabète insipide.
Les différentes formes de diabète sucré sont répertoriées selon leurs causes :
- le diabète de type 1 est caractérisé par la disparition des cellules du pancréas qui produisent l'insuline,
- le diabète de type 2 est caractérisé par une résistance diffuse des muscles, du tissu adipeux et du foie à l'action de l'insuline,
- le diabète gestationnel apparaît chez la femme au cours de la grossesse,
- le diabète peut également être en relation avec d'autres causes, comme la pancréatite chronique ou l'utilisation prolongée de glucocorticoïde par exemple.

Les différentes formes de diabète insipide sont classées selon leurs mécanismes :
- le diabète central est dû à une faiblesse de synthèse de l'hormone antidiurétique par l'hypophyse, pouvant être secondaire à une tumeur ou un traumatisme par exemple,
- le diabète périphérique est dû à une faible sensibilité du rein à l'hormone antidiurétique, pouvant être secondaire à la prise de sel de lithium ou d'origine congénitale par exemple.

## Diagnostic différentiel
Le diagnostic différentiel principal du diabète est la potomanie, surtout vis-à-vis du diabète insipide, puisque ces deux pathologies ont en commun une polyurie et l'absence de glycosurie. Pour les différencier, il faut faire une épreuve de restriction hydrique ; on y observe la diurèse et l'osmolarité urinaire lorsque le patient n'a pas accès à l'eau, pendant une période variable. Si la diurèse reste augmentée et que l'osmolarité urinaire reste faible, c'est que le système de l'hormone antidiurétique ne fonctionne pas correctement : c'est un diabète insipide. À l'inverse, si la diurèse et l'osmolarité urinaire se normalisent, c'est que le système hormonal marche : c'est une potomanie.

## Diagnostic étiologique
En présence d'un diabète, la différence entre le diabète sucré et le diabète insipide est simple à mettre en évidence. Il suffit de tester la présence de glucose dans l'urine (glycosurie), ce qui peut être fait à tout moment à l'aide d'une bandelette urinaire par exemple.
En cas de positivité du test urinaire, il faut toutefois effectuer un dosage sanguin du taux de glucose (glycémie) pour confirmer le diabète sucré. Bien sûr, cette situation ne concerne pas le dépistage du diabète sucré (en l'absence de syndrome diabétique) qui doit être effectué par mesure de la glycémie à jeun. En effet, il peut exister une période, au cours de la maladie, caractérisée par une glycémie à jeun supérieure à la normale (1,26 g/l ou 7 mmol/l) mais inférieure au seuil de déclenchement du syndrome diabétique (environ 2 g/l ou 11 mmol/l).
En cas de négativité du test urinaire, et après avoir éliminé une potomanie avec une épreuve de restriction hydrique, il faut effectuer un test à l'hormone antidiurétique. Il consiste en la mesure de l'osmolarité urinaire après administration de cette hormone. Si l'osmolarité augmente, c'est que le rein y est sensible, et c'est donc a priori un diabète central ; si elle ne change pas, c'est que le rein y est insensible, et c'est donc a priori un diabète périphérique[réf. nécessaire].